# Dioscorea dumetorum
Espèce
Synonymes
- Dioscorea buchholziana Engl.[1]
- Dioscorea triphylla Schimp. ex A.Rich.
- Helmia dumetorum Kunth (basionyme)

Dioscorea dumetorum, l'igname amère ou igname trifoliée, est une espèce de plantes monocotylédones de la famille des Dioscoreaceae, originaire de l'Afrique tropicale.
Dioscorea dumetorum a des feuilles trifoliées caractéristiques, qui rappellent celle de Dioscorea hispida.
Sa forme sauvage est très toxique en raison de sa teneur élevée en dihydrodioscorine, alcaloïde qui a la propriété de paralyser les fonctions respiratoires. Cette substance est utilisée dans certaines régions pour fabriquer du poison de flèche. Afin d'éliminer les toxines, les tubercules de la forme sauvage doivent être bien cuits et lessivés dans l'eau pendant plusieurs jours. Les formes cultivées sont moins toxiques.
Cette espèce est cultivée principalement dans la région du golfe du Biafra, du sud-est du Nigeria au Gabon, ainsi que dans la région de l'Oubangui-Chari en Afrique centrale.